# Axicon

Diagramma di un Axicon risultante da un fascio di Bessel

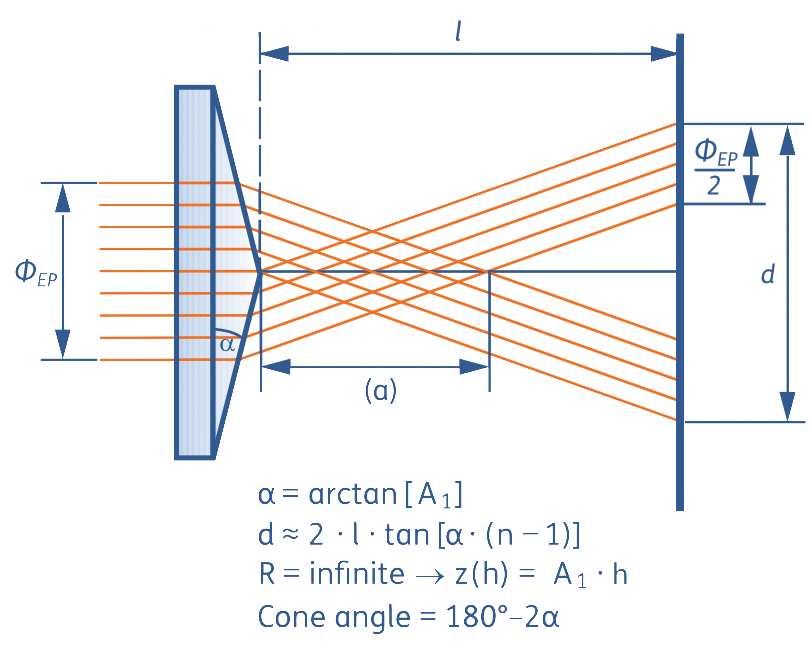
Creazione di fasci di Bessel con un axicon

Un axicon è un tipo specializzato di lente ottica che ha una superficie conica.
Un axicon trasforma un impulso laser in una distribuzione a forma d'anello.
Possono essere concavi o convessi ed essere costituiti di qualsiasi materiale ottico.
La combinazione con altri axicon o lenti permette di generare un'ampia varietà di pattern d'impulso.
Può essere usato per convertire un fascio gaussiano in un simil-fascio di Bessel non diffrattivo. Gli axicon furono proposti per la prima volta nel 1954 da John McLeod.
Gli Axicon sono usati nelle trappole atomiche per generare plasma negli acceleratori al plasma.
Sono usati nella chirurgia laser dell'occhio nei casi in cui sia utile un laser con forma ad anello.